# Atlantolacerta andreanskyi
Atlantolacerta andreanskyi е вид влечуго от семейство Гущерови (Lacertidae). Видът е почти застрашен от изчезване.

## Разпространение
Разпространен е в Мароко.

## Описание
Популацията на вида е стабилна.